# Vlagyimir Mihajlovics Agapov
Vlagyimir Mihajlovics Agapov, oroszul: Владимир Михайлович Агапов (Moszkva, 1933. november 18. – 2024. május 21.) szovjet válogatott orosz labdarúgó, csatár, edző.

## Pályafutása

### Klubcsapatban
1951–52-ben a Szpartak Moszkva korosztályos csapatában játszott. 1953–54-ben szerepelt az első csapatban, ahol az 1953-as idényben bajnoki címet szerzett. 1955 és 1960 között a CSZKA Moszkva játékosa volt, ahol 1955-ben szovjetkupa-győztes lett. 1961-ben az Anhalt Nauen szovjet katonai csapatban játszott az NDK-ban. 1963 és 1966 között a Zvezda Szerpuhov csapatában fejezte be az aktív játékot.

### A válogatottban
1958-ban egy alkalommal szerepelt a szovjet válogatottban.

### Edzőként
1973–74-ben a CSZKA Moszkva vezetőedzője, majd 1978-ban a sportigazgatója volt.

## Sikerei, díjai
Szpartak Moszkva
- Szovjet bajnokság
  - bajnok: 1953

 CSZKA Moszkva
- Szovjet kupa
  - győztes: 1955

## Statisztika

### Mérkőzése a szovjet válogatottban
| Szovjetunió | Szovjetunió         | Szovjetunió            | Szovjetunió   | Szovjetunió | Szovjetunió | Szovjetunió | Szovjetunió | Szovjetunió |
| #           | Dátum               | Helyszín               | Hazai         | Eredmény    | Vendég      | Kiírás      | Gólok       | Esemény     |
| ----------- | ------------------- | ---------------------- | ------------- | ----------- | ----------- | ----------- | ----------- | ----------- |
| 1.          | 1958. augusztus 30. | Prága, Strahov-stadion | Csehszlovákia | 1 – 2       | Szovjetunió | barátságos  | -           | 30'         |
|             | Összesen            |                        |               | 1           | mérkőzés    |             | 0           | gól         |